# 德合堂
德合堂，曾改名鐵峰寺，現名慈蓮寺，位在台中市外埔區鐵砧山腳，原為齋教龍華派之齋堂。

## 歷史
日治時代明治28年（1895年），地方某戶人家因遭病魔侵擾，經齋友何普蓮奉請觀音佛祖消災解厄，為報佛恩而部分家屋，加上其他齋友寄附的緣金，創建而成。原建物因昭和10年（1935年）的新竹–台中地震而毀壞，因此由當時的堂主王普進發起募捐重建，完成目前的日本社殿式齋堂，類似的有新竹一善堂、苗栗公館行修堂。該堂曾供奉媽祖等神像，但在佛教化後被排除。

## 註解
1. ↑  張崑振《台灣的老齋堂》，遠足文化，2003年